# Epilobium obscurescens
Epilobium obscurescens är en dunörtsväxtart som beskrevs av G.D. Kitchener och D.R. Mckean. Epilobium obscurescens ingår i släktet dunörter, och familjen dunörtsväxter. Inga underarter finns listade i Catalogue of Life.